# Phymaturus dorsimaculatus
Phymaturus dorsimaculatus — вид ігуаноподібних ящірок родини Liolaemidae. Ендемік Аргентини.

## Поширення і екологія
Phymaturus dorsimaculatus мешкають в Андах на території провінції Неукен, зокрема в районі вулкану Копауе і міста Ель-Уеку. Вони живуть серед скель, місцями порослих рослинністю, на висоті від 1800 до 2100 м над рівнем моря. Живляться рослинністю, є живородними.